# Johannes Murmellius
Johann(es) Murmel(lius) (* 1480 in Roermond; † 2. Oktober 1517 in Deventer) war ein Gelehrter, Philologe, Dichter und Humanist.

## Leben
Johannes Murmellius studierte bei Alexander Hegius in der Schule der Brüder vom gemeinsamen Leben in Deventer und bezog 1496 die Universität Köln. 1500 erscheint er in den Urkunden von Münster und kehrte 1504 nach Köln zurück, um den akademischen Grad eines Magisters zu erwerben. In Münster war er an der Domschule Lehrer gewesen, machte sich vor allem für die Einführung neuer Lehrbücher stark und trat hier für die humanistischen Grundgedanken ein. Er verfasste in seinem Streben auch selbstständig Schulbücher, die sich durch ihre Einfachheit und Klarheit auszeichnen und sich lange im Schulbetrieb hielten. 
Streitigkeiten, die daraus mit dem Rektor der Einrichtung resultierten, veranlassten ihn sein Amt niederzulegen und er wechselte 1508 an die Ludgerischule in Münster. Die Auseinandersetzung wurde zwar weitergeführt, dennoch setzte er sich für die Einführung der griechischen Sprache als Schulfach ein. Dies brachte ihm die Anerkennung von Ulrich von Hutten, Hermann von dem Busche, Johannes Bugenhagen, Georg Spalatin und anderen Gelehrten seiner Zeit ein. Da die Auseinandersetzungen in Münster müßig wurden, siedelte er 1513 als Rektor an die Schule in Alkmaar über. Von hier aus mischte er sich auch literarisch in den Streit um Johannes Reuchlin ein. Die Plünderung von Alkmaar 1517 vertrieb ihn von dort nach Deventer, wo er verstarb.

## Werke
- Enchiridion scholasticorum, Köln 1505 (online).
- Elegiarum moralium libri quattuor, Köln 1508.
- Opus de verborum compositis, Köln 1509.
- Epigrammatum liber, Köln 1510.
- Panegyricon, in preconium illustrissimi principis Erici Monasteriensis ecclesiae episcopi. - Köln 1509 (online).
- Versificatoriae artis rudimenta, Köln 1511.
- Pappa puerorum, Köln 1513 u. ö.
- Scoparius in barbariei propugnatores et osores Humanitatis, Köln 1518

als Herausgeber:
- Cato major, Köln 1505.
- Alcimi Aviti libri sex reccogniti, Köln 1509.
- Ciceronis epistolae quaedam selectae, Köln 1510.
- Boethii de consolatione philosophiae libri V, Köln 1516 (kommentierte Ausgabe von Der Trost der Philosophie).